# Raïon de Lénine (Sébastopol)
Pour les articles homonymes, voir raïon de Lénine.
Le raïon de Lénine (en russe : Ленинский район, en ukrainien : Ленінський район) est un district de la ville de Sébastopol, dans la péninsule de Crimée en Ukraine. Elle est occupée par la Russie depuis 2014. Jusqu'en 1961, il porta le nom de raïon de Staline.
Il ne doit pas être confondu avec le raïon de Lénine situé à l'extrême est de la Crimée, sur la péninsule de Kertch.
Il correspond au cœur de la cité qui s'y est développée dès 1783. Le 26 novembre 1949 la ville est divisée en trois raïons, il prend le nom de Staline avant, en janvier 1961 celui de Lénine, le 13 novembre 1975 il est divisé et le raïon Gagarine est créé.
Il comprend deux baies : celle de Karantynna et celle de Pivdenna, l'une d'elles qui accueille un port important et est desservi par les transports publics. Au nord-est débute la baie de Sébastopol. C'est dans ce raïon que l'on trouve également la place principale de la ville, la place Nakhimov.
Il est bordé au nord par la baie de Sébastopol ; au sud par le raïon de Balaklava ; à l'est par le raïon de Nakhimov ; à l'ouest par le raïon de Gagarine.

## Patrimoine architectural
Parmi le patrimoine religieux notons : la Cathédrale de l'Intercession, construite en 1905 et la mosquée de Sébastopol, construites entre 1909 et 1914 par Valentin Feldmann ; la cathédrale Saint-Vladimir, construite entre 1854 et 1888 ; l'église de Tous-les-Saints ; l'église Saints-Pierre-et-Paul ; la synagogue karaïm de Sébastopol. Sur le boulevard historique sont groupés de nombreux monument et au centre le Panorama du siège de Sébastopol.
- Cimetière des Communards.
- Monument aux navires coulés.
- Musée de la flotte de la mer Noire, construit en 1895
- Théâtre académique russe Lounatcharski.

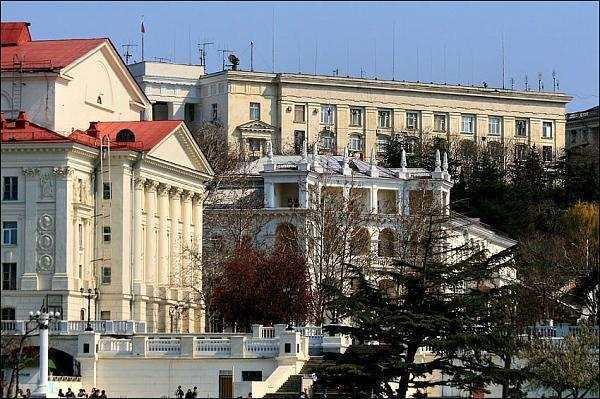
Le quartier général de la flotte de la mer Noire.
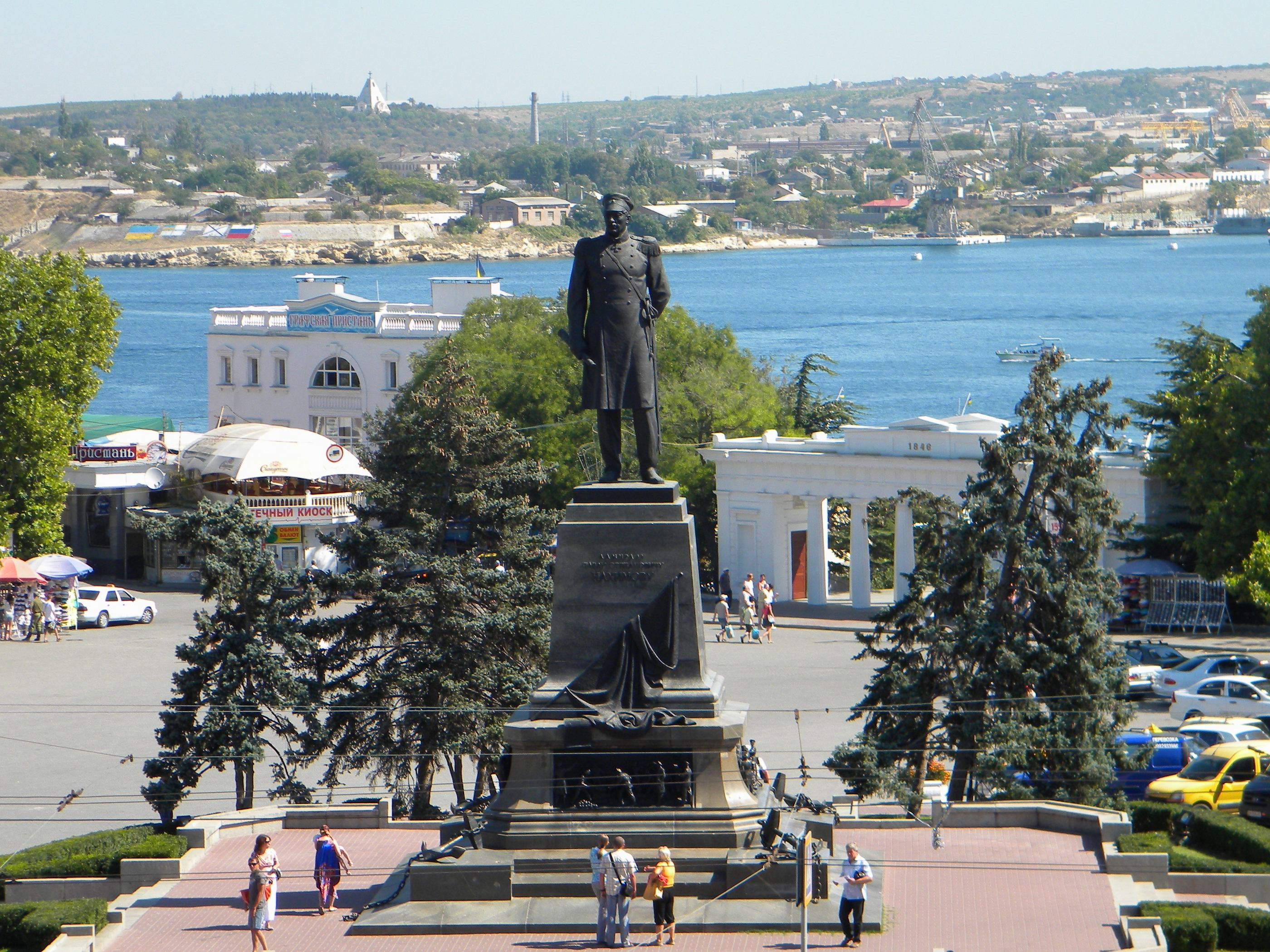
Monument à Nakimov sur la place éponyme.
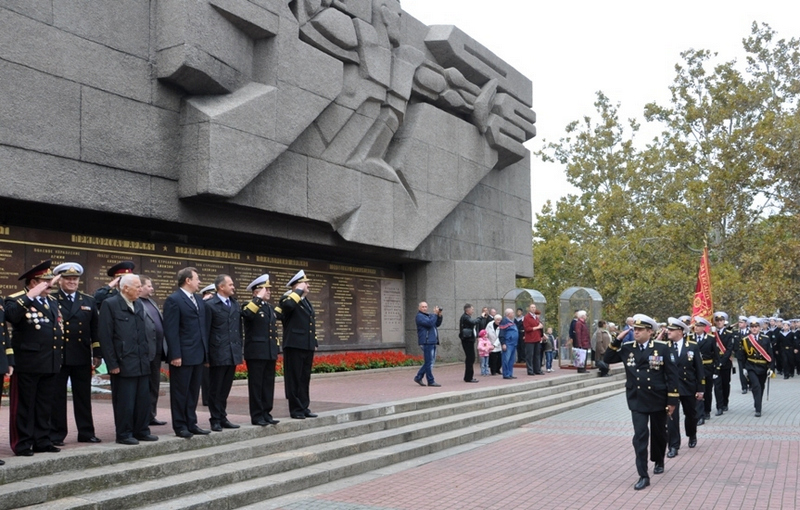
Mémorial à la Grande guerre patriotique avec Iouri Ilïne en 2013.
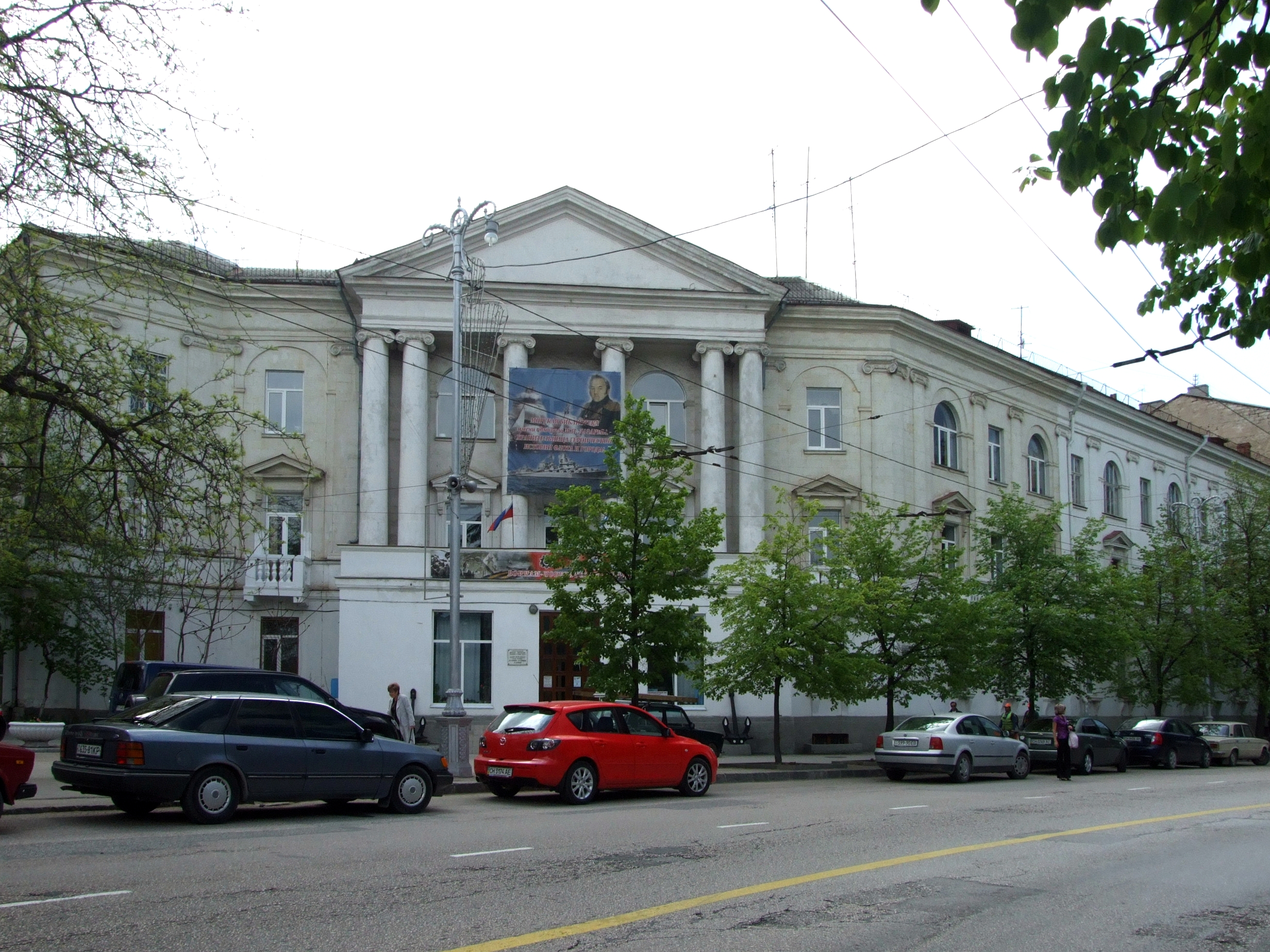
La Bibliothèque maritime.
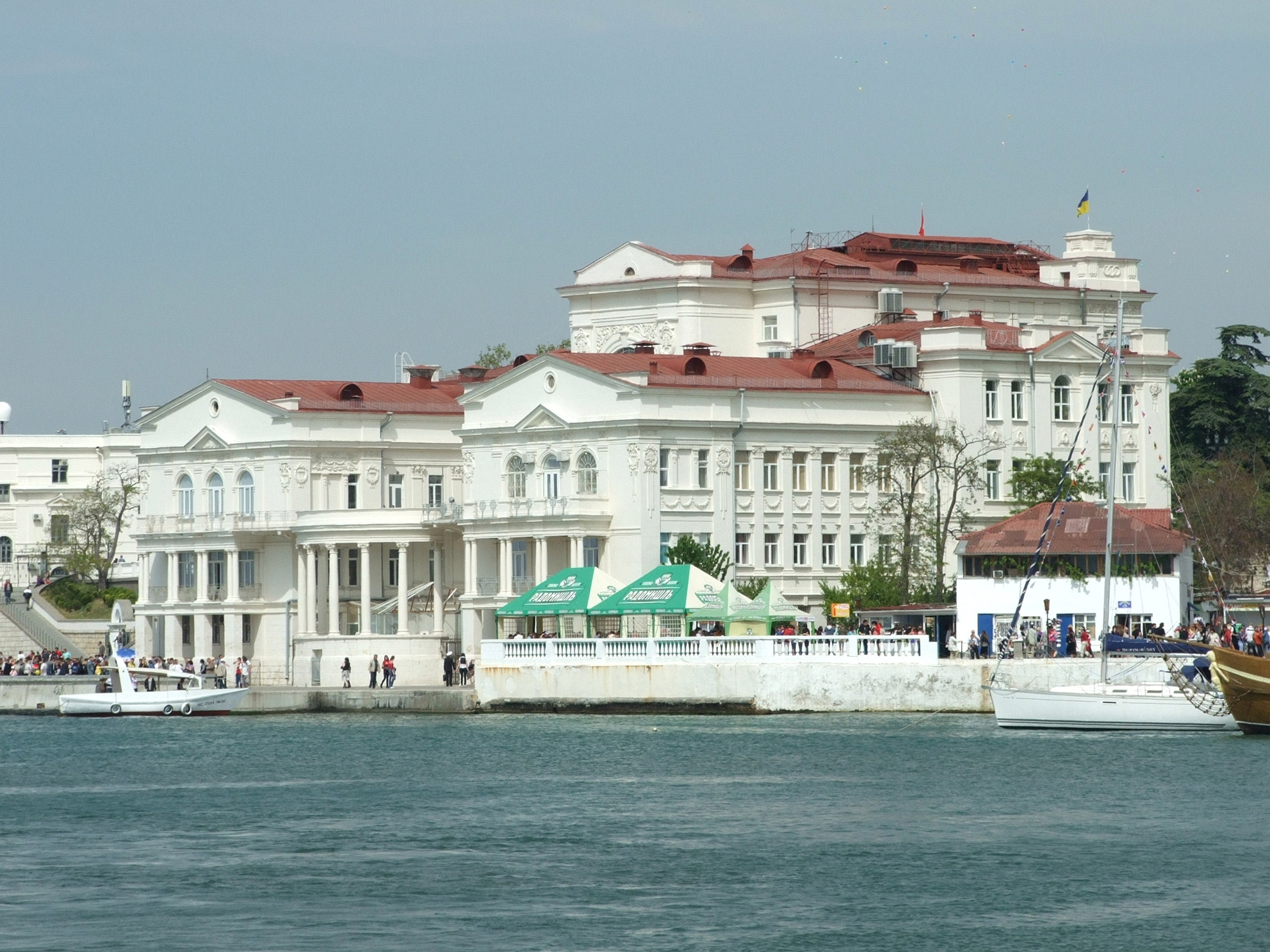
Le palais de la Jeunesse bvl Nakhimov.
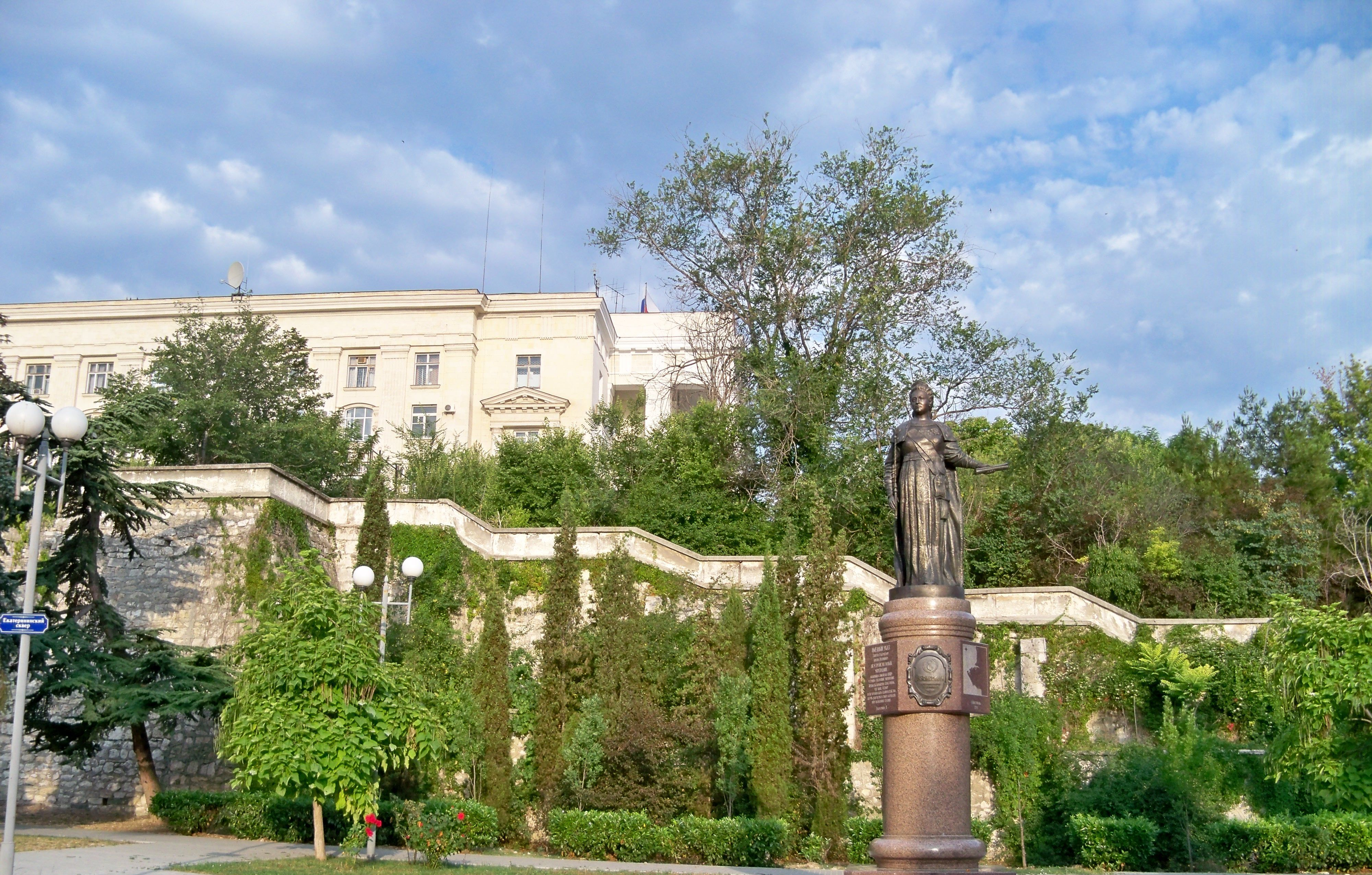
La statue de Catherine II rue Lénine.